# Misheel Jargalsaikhan
Misheel Jargalsaikhan (ur. 9 listopada 1988 w Ułan Bator) – polska aktorka niezawodowa, celebrytka i terapeutka medycyny naturalnej pochodzenia mongolskiego.

## Życiorys

### Edukacja
Urodziła się w Mongolii. Kiedy miała trzy lata, jej rodzina przyjechała na lekarski kontrakt zawodowy do Polski w 1991 roku. Na początku pobytu, tuż przed wigilią świąt Bożego Narodzenia, zamieszkali w Warszawie, później mieszkali w Radomiu i Gdyni. Od skończenia pierwszej klasy podstawówki dzieciństwo spędzała w Chojnicach. Kontakt z produkcją filmową spowodował przeprowadzkę się do Warszawy, gdzie ukończyła XXI Społeczne Liceum Ogólnokształcące im. Jerzego Grotowskiego. Od 2007 roku studiowała na Uniwersytecie Medycznym im. Piastów Śląskich we Wrocławiu, a w latach późniejszych na prywatnym Ach Medical University na wydziale lekarskim w Mongolii. 

### Kariera aktorska
W latach 1999–2007 wcielała się w postać Zosi Kwiatkowskiej w serialu Rodzina zastępcza, emitowanym w telewizji Polsat. Praca na planie filmowym zajmowała 14 dni w każdym miesiącu. Rola w serialu przyniosła jej ogólnopolską popularność. W 2004 wraz z innymi młodocianymi aktorami serialu (z Aleksandrą Szwed, Moniką Mrozowską, Aleksandrem Ihnatowiczem i Sergiuszem Żymełką) odebrała Nagrodę Specjalną Fundacji Polsat Złote serce. Ze względu na podjęte we Wrocławiu studia, w 2007 zakończyła grę w serialu i działalność w mediach.
W 2015 wróciła do pracy w świecie mediów, biorąc udział w programach rozrywkowych: Celebrity Splash! (2015) i Dancing with the Stars. Taniec z gwiazdami (2016). Zagrała epizodyczną rolę Niny Szatan w jednym z odcinków serialu Wmiksowani.pl (2016) i Yu Phan w serialu BrzydUla 2 (2021–2022). Prowadziła siódmy sezon programu Remont na 5+ w Tele5.

## Życie prywatne
Jest córką Jargalsaikhana Batsukha, prawnika i Erdenetsetseg Khurc, lekarki. Ma młodszego o trzy lata brata Ikhbielga (szamana). Jest buddystką.
Biegle komunikuje się w językach: polskim, angielskim i mongolskim.
Pracuje w Studio Sante Klinika Zdrowia w Warszawie, gdzie wykonuje diagnozy z pulsu i akupunkturę.

## Filmografia
- 1999–2007: Rodzina zastępcza – jako Zosia Kwiatkowska
- 2007: Pogoda na piątek – jako Kim Ksu
- 2016: Wmiksowani.pl – jako Nina Szatan
- 2021–2022: BrzydUla 2 – jako Yu Phan
- 2024: Słony karmel – jako Monika
- 2025: Klara 2